# Michael Lembeck
Michael Lembeck (New York, 25 giugno 1948) è un regista e attore statunitense.

## Filmografia parziale

### Regista

#### Cinema
- Che fine ha fatto Santa Clause? (The Santa Clause 2) (2002)
- Connie e Carla (Connie and Carla) (2004)
- Santa Clause è nei guai (The Santa Clause 3: The Escape Clause) (2006)
- L'acchiappadenti (Tooth Fairy) (2010)
- Queen Bees (2021)

#### Televisione
- Benvenuti a "Le Dune" (Coming of Age) – serie TV, 4 episodi (1989)
- Agli ordini papà (Major Dad) – serie TV, 67 episodi (1990-1993)
- Love & War – serie TV, 16 episodi (1993-1994)
- Innamorati pazzi (Mad About You) – serie TV, 23 episodi (1994-1999)
- Friends – serie TV, 24 episodi (1995-2000)
- Hope & Gloria – serie TV, 8 episodi (1995-1996)
- Over the Top – serie TV, 10 episodi (1997)
- Tutti amano Raymond (Everybody Loves Raymond) – serie TV, 5 episodi (1996-1997)
- L'atelier di Veronica (Veronica's Closet) – serie TV, 4 episodi (1997-1999)
- Due ragazzi e una ragazza (Two Guys and a Girl) – serie TV, 21 episodi (1998-2001)
- Guys with Kids – serie TV, 5 episodi (2012-2013)
- Baby Daddy – serie TV (2012-2017)
- The Bling Ring – film TV (2011)
- Mystery Girls – serie TV, 4 episodi (2014)

### Attore
Cinema
- Una strana coppia di suoceri (The In-Laws), regia di Arthur Hiller (1979)
- 4 pazzi in libertà (The Dream Team), regia di Howard Zieff (1989)

Televisione
- Happy Days – serie TV, episodio 2x16 (1975)
- Mary Hartman, Mary Hartman – serie TV, 39 episodi (1976-1977)
- Love Boat (The Love Boat) – serie TV, 5 episodi (1979-1983)
- Giorno per giorno (One Day at a Time) – serie TV, 45 episodi (1979-1984)
- Foley Square – serie TV, 14 episodi (1985-1986)
- La signora in giallo (Murder, She Wrote) – serie TV, episodio 4x02 (1987)